# Panticola
Panticola is een geslacht van hooiwagens uit de familie Epedanidae.
De wetenschappelijke naam Panticola is voor het eerst geldig gepubliceerd door Roewer in 1938. 

## Soorten
Panticola is monotypisch en omvat slechts de volgende soort:
- Panticola elegans